# Center vojaških šol Slovenske vojske
Center vojaških šol Slovenske vojske (kratica CVŠ) je nekdanja osrednja vojaška ustanova na področju izobraževanja in  usposabljanje Slovenske vojske.
Z združitvijo CVŠ-ja in Delovne skupine za doktrino in razvoj je nastalo novo Poveljstvo za doktrino, razvoj, izobraževanje in usposabljanje Slovenske vojske.

## Moto Centra
Modro uporabi moč.

## Zgodovina
1. januarja 1999 je center postal del Slovenske vojske, ko je prešel iz upravnega dela MORS pod pristojnost GŠSV. Leta 2001 je center prevzel poveljstvo nad Centrom za vojaškozgodovinsko dejavnost Slovenske vojske, Gorsko šolo Slovenske vojske in Športno šolo Slovenske vojske.

## Razvoj
- Izobraževalni center MORS
- Center vojaških šol SV (1995 - )

## Poveljstvo
Načelniki Centra
- brigadir Milko Petek
- brigadir Alojz Završnik
- brigadir magister Viktor Kranjc (24. april 2001 - )
- podpolkovnik David Humar (januar 1999 - 24. april 2001)
- polkovnik Milan Gorjanc (junij 1995 - januar 1999)
- brigadir Andrej Kocbek (1992 - junij 1995)

Namestniki načelnika
- polkovnik Vojko Štembergar (5. februar 2002 - )

## Organizacija
- štab CVŠ
poveljniška četa
- vodstvo CVŠ
oddelek za izobraževanje in usposabljanje za rodove in službe
oddelek splošnih učiteljev
oddelek za raziskave in simulacijo
oddelek za razvoj izobraževanja in usposabljanja
oddelek za delo z ljudmi
knjižnično informacijski center Slovenske vojske
Center za vojaškozgodovinsko dejavnost Slovenske vojske
- Poveljniško-štabna šola Slovenske vojske
- Šola za častnike Slovenske vojske
- Šola za podčastnike Slovenske vojske
- Šola za častnike vojnih enot Slovenske vojske (razpuščena)
- Center za bojno usposabljanje poveljstev in enot Slovenske vojske
- Šola za tuje jezike Slovenske vojske
- Gorska šola Slovenske vojske (razpuščena)
- Športna šola Slovenske vojske (razpuščena)

## Odlikovanja in priznanja
- red Slovenske vojske (18. maj 2001)